# MTV Europe Music Awards 2010
A 2010-es MTV Europe Music Awards november 7-én került megrendezésre a Caja Mágica-ban, Madridban. A díjátadót Eva Longoria, míg az internetes közvetítést Justin Bieber vezette. A jelöltek listáját szeptember 20-án hozták nyilvánosságra. Lady Gaga kapta a legtöbb tíz, Katy Perry öt, Eminem négy, a Thirty Seconds to Mars és a Muse három jelölést.

## Jelölések
A győztesek félkövérrel jelölve.

### Legjobb dal
Lady Gaga – Bad Romance
- Eminem (feat. Rihanna) – Love the Way You Lie
- Katy Perry (feat. Snoop Dogg) – California Gurls
- Rihanna – Rude Boy
- Usher (feat. will.i.am) – OMG

### Legjobb videó
Katy Perry (feat.Snoop Dogg) – California Gurls
- Thirty Seconds to Mars – Kings and Queens
- Eminem (feat. Rihanna) – Love the Way You Lie
- Lady Gaga (feat. Beyoncé) – Telephone
- Plan B – Prayin'

### Legjobb női előadó
Lady Gaga
- Miley Cyrus
- Katy Perry
- Rihanna
- Shakira

### Legjobb férfi előadó
Justin Bieber
- Eminem
- Enrique Iglesias
- Usher
- Kanye West

### Legjobb új előadó
Kesha
- B.o.B
- Justin Bieber
- Jason Derulo
- Plan B

### Legjobb pop
Lady Gaga
- Miley Cyrus
- Katy Perry
- Rihanna
- Usher

### Legjobb rock
Thirty Seconds to Mars
- Kings of Leon
- Linkin Park
- Muse
- Ozzy Osbourne

### Legjobb alternatív
Paramore
- Arcade Fire
- Gorillaz
- The Gossip
- Vampire Weekend

### Legjobb hiphop
Eminem
- Lil Wayne
- Snoop Dogg
- T.I.
- Kanye West

### Legjobb élő előadás
Linkin Park
- Bon Jovi
- Kings of Leon
- Lady Gaga
- Muse

### Legjobb színpadi fellépés
Tokio Hotel
- Thirty Seconds to Mars
- Gorillaz
- Green Day
- Muse
- Katy Perry

### Legjobb feltörekvő előadó
Justin Bieber
- B.o.B
- Alexandra Burke
- Jason Derulo
- The Drums
- Hurts
- Kesha
- Mike Posner
- Professor Green
- Selena Gomez & the Scene

### Legjobb európai előadó
Marco Mengoni
- Afromental
- Dima Bilan
- Enrique Iglesias
- Inna

### Global Icon
Bon Jovi

### Free Your Mind
Shakira

## Regionális jelölések
A győztesek félkövérrel jelölve.

### Legjobb angol és ír előadó
Marina and the Diamonds
- Delphic
- Ellie Goulding
- Rox
- Tinie Tempah

### Legjobb dán előadó
Rasmus Seebach
- Alphabeat
- Burhan G
- Medina
- Turboweekend

### Legjobb finn előadó
Stam1na
- Amorphis
- Chisu
- Fintelligens
- Jenni Vartiainen

### Legjobb norvég előadó
Karpe Diem
- Casiokids
- Susanne Sundfør
- Tommy Tee
- Lars Vaular

### Legjobb svéd előadó
Swedish House Mafia
- Kent
- Lazee
- Robyn
- Miike Snow

### Legjobb német előadó
Sido
- Gentleman
- Jan Delay
- Xavier Naidoo
- Unheilig

### Legjobb olasz előadó
Marco Mengoni
- Malika Ayane
- Dari
- Sonohra
- Nina Zilli

### Legjobb holland és belga előadó
Caro Emerald
- The Opposites
- Stromae
- The Van Jets
- Waylon

### Legjobb francia előadó
Pony Pony Run Run
- Ben l'Oncle Soul
- David Guetta
- Phoenix
- Sexion D'Assaut

### Legjobb lengyel előadó
Afromental
- Agnieszka Chylińska
- Hey
- Mrozu
- Tede

### Legjobb spanyol előadó
Enrique Iglesias
- Lori Meyers
- Najwa
- La Mala Rodríguez
- SFDK

### Legjobb orosz előadó
Dima Bilan
- A-Studio
- Noize MC
- Serebro
- Timati

### Legjobb román előadó
Inna
- Dan Bălan
- Connect-R
- Deepcentral
- Edward Maya és Vika Jigulina

### Legjobb portugál előadó
Nu Soul Family
- Deolinda
- Diabo na Cruz
- Legendary Tiger Man
- Orelha Negra

### Legjobb adriai előadó
Gramophonedzie
- Gibonni
- Leeloojamais
- Edo Maajka
- Negative

### Legjobb arab előadó
Mohamed Hamaki
- Joseph Attieh
- Khaled Selim

### Legjobb magyar előadó
The Kolin
- Hősök
- Kiscsillag
- Nemjuci
- Neo

### Legjobb ukrán előadó
Max Barskih
- Alyosha
- Antibodies
- Dio.filmy
- Kryhitka

### Legjobb görög előadó
Szákisz Ruvász
- Μelisses
- Stavento
- Myron Stratis
- Vegas

### Legjobb izraeli előadó
Ivri Lider
- Sarit Hadad
- Infected Mushroom
- Karolina
- Hadag Nahash

### Legjobb svájci előadó
Greis
- Baschi
- Stefanie Heinzmann
- Lunik
- Marc Sway

### Legjobb cseh és szlovák előadó
Charlie Straight
- /  Ewa Farna
- Aneta Langerová
- Rytmus
- Marek Ztracený

## Fellépők
- Katy Perry – California Gurls
- Thirty Seconds to Mars – Closer to the Edge
- 30 Seconds to Mars (közreműködik Kanye West) – Hurricane/Power
- Shakira (közr. Dizzee Rascal) – Loca/Waka Waka (This Time for Africa)
- Kings of Leon – Radioactive
- Katy Perry – Firework
- Rihanna – Only Girl (In the World)
- Kid Rock – Born Free
- Linkin Park – Waiting for the End
- B.o.B (közr. Hayley Williams) – Airplanes
- Miley Cyrus – Who Owns My Heart
- Plan B – She Said
- Kesha – Tik Tok
- Bon Jovi – What Do You Got?/You Give Love a Bad Name/It's My Life

## Díjátadók
- Taylor Momsen
- DJ Pauly D és Snooki
- Johnny Knoxville
- Kelly Brook és David Bisbal
- Emily Osment
- Slash
- The Dudesons
- Alaska és Joaquín Reyes
- Thirty Seconds to Mars
- Miley Cyrus
- Dizzee Rascal
- The Jackass Cast

## Fordítás
- Ez a szócikk részben vagy egészben  a   MTV Europe Music Awards 2010 című angol Wikipédia-szócikk fordításán alapul.  Az eredeti cikk szerkesztőit annak laptörténete sorolja fel. Ez a jelzés csupán a megfogalmazás eredetét és a szerzői jogokat jelzi, nem szolgál a cikkben szereplő információk forrásmegjelöléseként.